# Flauta travessera irlandesa

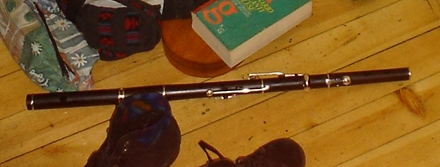
Flauta travessera irlandesa de fusta amb sis claus.

La flauta travessera irlandesa és com s'anomena popularment a la flauta travessera de fusta emprada a la música tradicional irlandesa. Aquesta flauta travessera de sistema simple té una escala diatònica que s'obté en destapar successivament els orificis, i sovint també són cromàtiques quan tenen claus de metall afegides. Hi ha músics que consideren que el terme "flauta travessera irlandesa" és erroni, ja que la flauta travessera de sistema simple de fusta es fa servir en una àmplia varietat de música tradicional, notablement a la música bretona.
Originàriament les flautes travesseres irlandeses eren flautes travesseres antigues de sistema simple que van quedar arraconades en l'arribada de la moderna flauta travessera de sistema de Böhm a finals del segle xix. Aquestes flautes "obsoletes" eren adquirides pels músics tradicionals irlandesos a baix preu. Avui en dia molts de constructors fan flautes travesseres irlandeses expressament per a la música tradicional irlandesa. Ara ja no estan fetes només de fusta, sinó també de Delrin, PVC i fins i tot de metall; però la fusta encara és amb diferència el material més popular, i aquestes flautes travesseres irlandeses modernes poden variar en el nombre de claus, o no tenir-ne cap. Alguns dels constructors més coneguts en són Michael Grinter, Marcus Hernon, Patrick Olwell, Sam Murray, i Hammy Hamilton. Terry McGee, un constructor australià de flauta travessera irlandesa, té un portal web (enllaçat a baix) amb una gran quantitat d'informació sobre la història de la construcció de flautes travesseres i la tècnica interpretativa.
Degut al fet que es construeixen amb fusta, a la seva embocadura característica i digitació directa (sense claus), les flautes travesseres de sistema simple tenen un so clarament diferent a la flauta travessera de Böhm. En comparació als 'típics' flautistes clàssics, la majoria de flautistes irlandesos tendeixen a cercar un so més brillant i agut.
Històricament, existien dos estils principals de flauta travessera irlandesa, el Pratten i el Rudall & Rose. El pratten té unes dimensions més amples de diàmentre i un so més fort, mentre que el Rudall & Rose té un to més fosc, pur i és lleugerament més prim que l'estil Pratten. Moltes d'aquestes flautes originals tenien un peu que permetia tocar el Do sostingut i el Do natural fent servir claus. Alguns constructors moderns renuncïen a afegir-hi aquestes claus, però mantenen el peu llarg amb dos forats en els quals hi hauria hagut dues claus, ja que es pensa que emula millor el to original que tenien al segle xix.